# OFK Bar
Maillots
Actualités
Le Omladinski Fudbalski klub Bar (en monténégrin : Омладинки Фудбалскли клуб Бар), plus couramment abrégé en OFK Bar, est un ancien club monténégrin de football fondé en 2001 et disparu en 2012 , et basé dans la ville de Bar.

## Histoire
L'Omladinski Fudbalski Klub Bar est fondé en 2001. Le club termine vice-champion du Monténégro de deuxième division en 2010, accédant ainsi à l'élite lors du Championnat du Monténégro de football 2010-2011.

## Palmarès
| Compétitions nationales                                                                                                |
| --- |
| - Championnat du Monténégro D2 : - Vice-champion : 2009-10. - Championnat du Monténégro D3 (1) : - Champion : 2008-09. |